# Skylar Mays
Skylar Justin Mays (Baton Rouge, 5 settembre 1997) è un cestista statunitense.

## Carriera

### High school
Mays è cresciuto a Baton Rouge, in Louisiana e ha frequentato la Louisiana State University Laboratory School (U-High), dove ha iniziato a giocare nella squadra di basket dell'università quando era in terza media. È stato inserito nell'All-State First Team nella sua seconda stagione e nelle stagioni junior mentre guidava i Cubs ai campionati di stato back to back. Da junior, ha ottenuto una media di 9,1 punti, 8,1 assist e 3,2 rimbalzi.  Mays si è trasferito a Findlay Prep a Henderson, Nevada prima del suo ultimo anno e ha ottenuto una media di 10,9 punti, 5,3 assist, 3,0 rimbalzi e 2,7 rubate nella sua unica stagione. Valutato come recluta a tre stelle, Mays ha deciso di giocare a basket al college presso LSU durante il suo secondo anno prima di riaprire il suo reclutamento in altre scuole poco prima di trasferirsi a Findlay. Mays alla fine ha nuovamente deciso di giocare per LSU dopo aver considerato le offerte di Baylor, UNLV, Oklahoma State, Memphis, California e Stanford.

### College
Mays è diventato il playmaker titolare dei Tigers durante il suo anno da matricola, con una media di 8,3 punti, 2,2 rimbalzi, 3,6 assist e 1,3 palle rubate su 31 partite (25 partite). Al secondo anno, Mays ha registrato una media di 11,3 punti, 4,0 rimbalzi e 3,0 assist e 1,6 palle rubate a partita.  Ha avuto una media di 13,4 punti, 3,3 rimbalzi, 2,1 assist e 1,9 palle rubate a partita da junior ed è stato nominato seconda squadra All -Southeastern Conference (SEC) e studioso-atleta dell'anno della conferenza. Mays ha segnato il suo millesimo punto in carriera il 26 febbraio 2019 contro Texas A&M. Dopo la stagione, Mays ha dichiarato per il Draft NBA 2019 ma alla fine ha deciso di restare a LSU.
È stato inserito nel Preseason All-SEC First Team e nelle liste per i premi Jerry West e Naismith Player of the Year. È stato anche nominato come il 45° miglior giocatore di basket collegiale nella stagione 2019-20 dalla CBS Sports. Mays ha segnato un record di 30 punti il 22 novembre 2019 nella sconfitta per 80-78 contro Utah State. Alla fine della stagione regolare è stato nuovamente nominato Academic All-American First Team ed è stato selezionato come Academic All-American of the Year così come First Team All-SEC ed è stato nominato l'atleta studioso dell'anno per la seconda stagione consecutiva. Mays ha registrato una media di 16,7 punti e 5,0 rimbalzi a partita. Inoltre, si è dichiarato eleggibile per il Draft NBA 2020.

### NBA

#### Atlanta Hawks (2020-2022)
Il 18 novembre 2020 è stato selezionato con la 50ª scelta nel Draft NBA 2020 dagli Atlanta Hawks. Mays ha firmato un two way contract con la squadra il 24 novembre 2020, dividendo il tempo tra gli Hawks e i loro affiliati della NBA G League, i College Park Skyhawks.

## Statistiche

### NCAA
| Anno      | Squadra    | PG  | PT  | MP   | TC%  | 3P%  | TL%  | RP  | AP  | PRP | SP  | PP   |
| --------- | ---------- | --- | --- | ---- | ---- | ---- | ---- | --- | --- | --- | --- | ---- |
| 2016-2017 | LSU Tigers | 31  | 25  | 22,9 | 41,1 | 32,8 | 81,2 | 2,2 | 3,6 | 1,3 | 0,1 | 8,3  |
| 2017-2018 | LSU Tigers | 33  | 30  | 31,1 | 44,3 | 35,1 | 83,7 | 4,0 | 2,9 | 1,6 | 0,2 | 11,3 |
| 2018-2019 | LSU Tigers | 35  | 35  | 33,1 | 42,1 | 31,3 | 86,0 | 3,3 | 2,1 | 1,9 | 0,2 | 13,4 |
| 2019-2020 | LSU Tigers | 31  | 31  | 34,4 | 49,1 | 39,4 | 85,4 | 5,0 | 3,2 | 1,8 | 0,2 | 16,7 |
| Carriera  | Carriera   | 130 | 121 | 30,5 | 44,5 | 34,5 | 84,5 | 3,6 | 2,9 | 1,6 | 0,2 | 12,4 |

#### Massimi in carriera
- Massimo di punti: 30 (2 volte)[1]
- Massimo di rimbalzi: 9 (4 volte)
- Massimo di assist: 11 vs Houston (29 novembre 2016)
- Massimo di palle rubate: 6 vs Georgia (24 febbraio 2018)
- Massimo di stoppate: 2 (2 volte)
- Massimo di minuti giocati: 45 vs Tennessee (23 febbraio 2019)

### NBA

#### Regular season
| Anno      | Squadra             | PG  | PT | MP   | TC%  | 3P%  | TL%  | RP  | AP  | PRP | SP  | PP   |
| --------- | ------------------- | --- | -- | ---- | ---- | ---- | ---- | --- | --- | --- | --- | ---- |
| 2020-2021 | Atlanta Hawks       | 33  | 0  | 8,2  | 44,9 | 35,0 | 88,0 | 1,1 | 0,9 | 0,4 | 0,1 | 3,8  |
| 2021-2022 | Atlanta Hawks       | 28  | 5  | 7,9  | 50,0 | 32,0 | 88,9 | 0,9 | 0,6 | 0,3 | 0,0 | 2,9  |
| 2022-2023 | Portland T. Blazers | 6   | 6  | 31,5 | 50,0 | 46,2 | 92,3 | 3,2 | 8,3 | 1,0 | 0,2 | 15,3 |
| 2023-2024 | Portland T. Blazers | 21  | 5  | 17,0 | 38,4 | 28,6 | 76,5 | 1,8 | 3,6 | 0,7 | 0,1 | 6,3  |
| 2023-2024 | L.A. Lakers         | 17  | 0  | 4,5  | 47,6 | 40,0 | -    | 0,4 | 0,6 | 0,4 | 0,1 | 1,3  |
| Carriera  | Carriera            | 105 | 16 | 10,6 | 44,5 | 34,5 | 85,9 | 1,2 | 1,7 | 0,5 | 0,1 | 4,3  |

#### Play-off
| Anno     | Squadra       | PG | PT | MP  | TC%  | 3P% | TL% | RP  | AP  | PRP | SP  | PP  |
| -------- | ------------- | -- | -- | --- | ---- | --- | --- | --- | --- | --- | --- | --- |
| 2021     | Atlanta Hawks | 7  | 0  | 2,4 | 80,0 | -   | -   | 0,3 | 0,1 | 0,3 | 0,0 | 1,1 |
| 2022     | Atlanta Hawks | 2  | 0  | 4,6 | 100  | -   | -   | 0,5 | 0,5 | 0,5 | 0,0 | 1,0 |
| Carriera | Carriera      | 9  | 0  | 2,9 | 83,3 | -   | -   | 0,3 | 0,2 | 0,3 | 0,0 | 1,1 |

#### Massimi in carriera
- Massimo di punti: 24 vs Memphis Grizzlies (4 aprile 2023)[2]
- Massimo di rimbalzi: 11 vs Philadelphia 76ers (23 dicembre 2021)
- Massimo di assist: 12 vs Golden State Warriors (9 aprile 2023)
- Massimo di palle rubate: 3 vs Golden State Warriors (9 aprile 2023)
- Massimo di stoppate: 2 vs Houston Rockets (16 maggio 2021)
- Massimo di minuti giocati: 41 vs Golden State Warriors (9 aprile 2023)